# رکن‌های حج
ارکان حج بخشی از مناسک حج است، که عدم انجام عمدی آن‌ها موجب بطلان حج می‌شود. دهخدا در لغت‌نامه خود، پنج ارکان حج را اینگونه بیان می‌کند که نزد شافعی اول احرام بستن، دوم سعی کردن میان صفا و مروه، سوم وقوف عرفات، چهارم مزدلفه، پنجم طواف کعبه. و نزد امام اعظم سه ارکان سوای، سعی و مزدلفه.